# Olaf Kronstad
Olaf Kronstad, född 2 december 1882, död 14 juli 1939, var en norsk skådespelare.
Kronstad verkade vid Det Nye Teater. År 1933 medverkade han i filmen Op med hodet!. Kronstad var son till garvare Ludvig Øvrebø och dennes hustru Johanne. Han var under en period gift med Botten Soot.

## Filmografi
- 1933 – Op med hodet!